# Rudka-Czerwynśka
Rudka-Czerwynśka (ukr. Рудка-Червинська) – wieś na Ukrainie w rejonie kamieńskim, w obwodzie wołyńskim.